# Ведран Кйосевський
Ведран Кйосевський (босн. Vedran Kjosevski; нар. 4 березня 1997) — боснійський футболіст македонського походження, воротар сараєвського «Желєзнічара».

## Клубна кар'єра
Ведран Кйосевський народився 22 травня 1995 року в македонському Велесі. У 2005 році перейшов до молодіжної академії сараєвського «Желєзнічара», в якій виступав до 2013 року. Дебютував у першій команді 29 березня 2014 року в переможному (3:0) домашньому поєдинку 24-о туру боснійської Прем'єр-ліги проти Леотара. Ведран вийшов на поле на 81-й хвилині, замінивши Филипа Лончарича.

## Кар'єра в збірній
Пройшов усі щаблі юнацьких збірних Боснії і Герцеговини. У 2015 році отримав дебютний виклик до складу боснійської молодіжки.

## Досягнення
- Прем'єр-ліга
  -  Срібний призер (3): 2014/15, 2016/17, 2017/18
- Кубок Боснії і Герцеговини
  -  Володар (1): 2017/18
- Перша ліга
  -  Чемпіон (2): 2022/23, 2023/24